# Caladenia filamentosa
Caladenia filamentosa é uma espécie de orquídea, família Orchidaceae, que existe na Austrália e Tasmânia, onde cresce isolada em grupos pequenos, ou grandes colônias, em bosques, áreas reflorestadas, ou de vegetação arbustiva e afloramentos de granito, em áreas de solo bem drenado mas ocasionalmente nas areias ao redor de lagos salgados e planícies sazonalmente alagadiças, com flores de sépalas e pétalas externamente pubescentes, muito estreitas, caudadas, longas e filamentosas, bem esparramadas, que vagamente lembram uma teia de aranha. No labelo têm calos prostrados em forma de bigorna. São plantas com uma única folha basal pubescente e uma inflorescência rija, fina e pubescente, com uma ou poucas flores, mas que em conjunto formam grupo vistoso e florífero.

## Publicação e sinônimos
- Caladenia filamentosa R.Br., Prodr. Fl. Nov. Holl.: 324 (1810).

Sinônimos homotípicos:
- Calonema filamentosum (R.Br.) Szlach., Polish Bot. J. 46: 17 (2001).
- Calonemorchis filamentosa (R.Br.) Szlach., Polish Bot. J. 46: 139 (2001).
- Jonesiopsis filamentosa (R.Br.) D.L.Jones & M.A.Clem., Orchadian 14: 181 (2003).